# 約翰·維恩
約翰·維恩（英語：John Venn，1834年8月4日—1923年4月4日）是英國的數學家、邏輯学家、哲學家及皇家學會成員，並為事物群組分類用圖形「文氏圖」的發明者。

## 生平
約翰·維恩於1834年出身自赫爾河畔京斯頓的福音派基督教家庭，在1857年從劍橋大學畢業後，曾在伊利座堂裡受戒擔任執事，並在1859年成為牧師。
後續1862年約翰·維恩返回母校劍橋大學，擔任教授倫理道德方面課程的講師，並開始著手編寫有關數學邏輯方面的書籍，於1866年則發表了個人第一本關於數學邏輯作品《機運上的邏輯》（The Logic of Chance）。
在1880年7月，約翰·維恩在發表的一篇論文《On the Diagrammatic and Mechanical Representation of Propositions and Reasonings》上介紹了他所自創的集合歸類方法文氏圖，並引用在隔年的著作《符號邏輯》（Symbolic Logic）當中。
除在數學邏輯方面的研究外，約翰·維恩也曾研發過一種能擊發板球的機器。其機器曾在1909年與來自澳洲的板球隊交手，並讓該球隊落居下風。
1923年約翰·維恩逝世，葬於劍橋附近特蘭平頓一帶的墓地。死後赫爾大學在1928年搭建了一棟以他為名的建物，而劍橋大學岡維爾與凱斯學院也在校內餐館換上了文氏圖模樣的花窗玻璃窗，以記念他的貢獻。

## 個人著書
數學

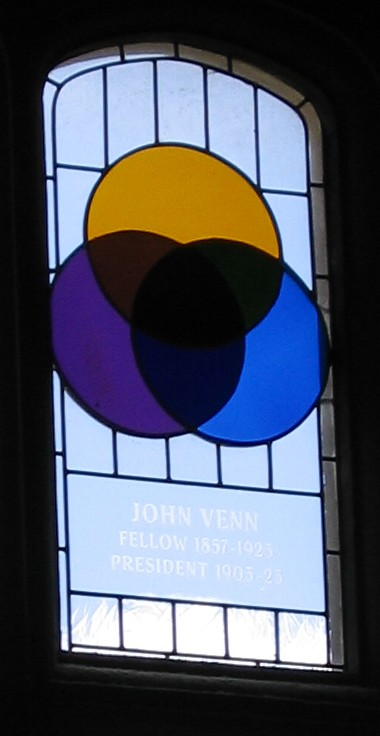
劍橋大學岡維爾與凱斯學院校內餐廳裡文式圖花樣的玻璃窗

- 《機運上的邏輯》（The Logic of Chance）：1866年著
- 《符號邏輯》（Symbolic Logic）：1881年著
- 《邏輯歸納的原則》（The principles of Inductive Logic）：1889年著

事紀
- 《1538至1837年期間於劍橋聖麥克教區受洗、證婚、喪葬登記簿》（The Register of Baptisms, Marriages and Burials in St. Michael's Parish, Cambridge, 1538 to 1837）：1891年著
- 《1394至1897年的岡維爾與凱斯學院事記》（The Biographical History of Gonville and Caius College, 1349 to 1897）：1897年著
- 《凱斯學院》（Caius College）：1901年著
- 《岡維爾與凱斯學院編史》（The Annals of Gonville and Caius College）：1904年著
- 《劍橋大學1544至1659年的預科分級》（The Book of Matriculations and Degrees: Cambridge from 1544 to 1659 ）：1904年著
- 《劍橋大學1542至1589年事紀》（Grace Book: Containing the Records of the University of Cambridge for the Years 1542-1589）：1910年著
- 《劍橋大學創建至1900年的著名校友》（Alumni Cantabrigienses: A Biographical List of All Known Students, Graduates and Holders of Office at the University of Cambridge, from the Earliest Times to 1900）：1922年著

系譜
- 《牧師家族編史》（Annals of A Clerical Family）：1904年著

其它
- 《早期大學生的日常》（Early Collegiate Life）：1913年著

## 家族
約翰·維恩的父親亨利·維恩及與他同名的祖父皆司職牧師，並都為當時主張解放奴役的克拉朋聯盟成員。母親瑪莎·賽契斯（Martha Sykes）則是先前居住靠近赫爾河畔京斯頓一帶的女性。
蘇珊娜·卡內基·艾德蒙史東（Susanna Carnegie Edmonstone）是約翰·維恩在1867年所娶的妻子，也是來自於牧師背景家庭。他們所生的兒子約翰·阿奇博爾德·維恩之後則成為劍橋大學王后學院的校長，並也與約翰·維恩共著《劍橋大學1544至1659年的預科分級》、《劍橋大學創建至1900年的著名校友》等書籍。

## 外部連結
- HullWebs上的約翰·維恩生平介紹 （页面存档备份，存于）
- 安葬約翰·維恩的墓園 （页面存档备份，存于）